# Хебризелм (син на Севт III)
Хебризелм (на старогръцки: Ἑβροζέλμης) е тракийски принц от края на IV – началото на III в. пр. Хр. Името му е споменато единствено в Надписа от Севтополис като един от четиримата сина на Севт III и Береника. Няма други данни за него.
Същото име носи и по-ранен тракийски владетел от ранния IV век, Хебризелм.